# Kabur
Kabur est un personnage de bande dessinée créé par Claude J. Legrand pour le scénario et Luciano Bernasconi (signant Lube) pour les dessins. Il est apparu pour la première fois dans la revue homonyme des Éditions Lug qui a duré 5 numéros, de décembre 1975 à décembre 1976.

## Biographie fictive
L’histoire de Kabur se déroule à l’époque de la Pangée, il y a cent millions d'années. Le prince Kabur est le fils cadet du roi Sharon  et de la reine Damara qui règnent sur Ultima Thulé en Hyperborée. Sa mère est morte en couches et son frère aîné a péri lors d’une bataille contre les pirates Shaikortin. Ses précepteurs furent le maître d’armes Shaka et le ménestrel Gorondur.
Avant qu’il n’atteigne sa majorité, il est victime d’une conspiration machiavélique fomentée par le général félon Sudryak, Oktar le Marchand et le sorcier Sham. Il est condamné à l'exil pour avoir perpétré des actes infamants, commis en réalité par son double maléfique, conçu par Sham à partir d’un homme-bête. Accompagné de la belle esclave Lagrid, il erre de par le monde, combattant pour la justice et essayant de prouver son innocence.
Kabur parvient finalement à dévoiler la supercherie et à capturer son double avec l’aide du sorcier Balthazar. Il peut enfin retourner à Thulé avec Lagrid. Au cours de leur voyage, ils rencontrent un mercenaire surnommé « le Faucheur » et deux autres héros : Zembla et Wampus.
À peine revenu, il découvre que son père est agonisant ; peu après Lagrid est enlevée et Kabur repart à l'aventure.

## Historique de la publication
Kabur est né en 1975 de la volonté des Éditions Lug, face au succès grandissant de Conan le barbare publié par Marvel Comics, de créer leur propre série d’heroic fantasy. Lug publiera d'ailleurs, à partir de 1976, The Savage Sword of Conan dans le même format magazine que Kabur. Outre les aventures du héros éponyme, le sommaire la revue comprenait Le Gladiateur de Bronze, des mêmes auteurs. Malgré un contenu à la mode et les couvertures peintes réalisées par Jean Frisano, Kabur s’arrêta au bout de cinq numéros. Un sixième épisode était dessiné mais ne parut qu’en 2000 dans Spécial Zembla.
Sous l’impulsion de Thierry Mornet, le personnage sera repris au début des années 2000 par Jean-Marc Lofficier pour être intégré au Semicverse. À partir du no 158, Spécial Zembla présente de nouvelles aventures de Kabur, avec d'abord Bernasconi au dessin puis d'autres dessinateurs. Des spin-off, toujours écrits par Lofficier, racontent la jeunesse de Kabur ou des histoires en solo de Lagrid. La série s’interrompt une nouvelle fois quand Spécial Zembla cesse de paraître au no 175, en 2003. Un album intitulé King Kabur : Les Seigneurs blêmes est publié par Semic la même année. Cette reprise fut une autre tentative de concurrencer les comics US, mais elle échoua malgré des qualités indéniables.
En juin 2009, le label éditorial de science-fiction « nostalgique » Rivière Blanche, fondé par Jean-Marc et Randy Lofficier, s’associe avec Le Coffre à BD et les Éditions du Taupinambour pour lancer la collection « Hexagon Comics » consacrée à la réédition de classiques de la BD anciennement publiés par les Éditions Lug. Hexagon Comics commence son activité avec La Saga de Kabur, prévue en 12 albums produits pour le compte de Rivière Blanche par Le Taupinambour et vendus exclusivement sur le site du Coffre à BD. Les 5 premiers sont déjà parus.

### Périodiques
|    | Récit                                             | Revue                 | Date | Auteurs                                                                                           |
| -- | ------------------------------------------------- | --------------------- | ---- | ------------------------------------------------------------------------------------------------- |
| 1  | La Saga de Kabur                                  | Kabur no 1            | 1975 | Claude J. Legrand et Luciano Bernasconi                                                           |
| 2  | L’Exil                                            | Kabur no 2            | 1976 | Claude J. Legrand et Luciano Bernasconi                                                           |
| 3  | La Cité des araignées                             | Kabur no 3            | 1976 | Claude J. Legrand et Luciano Bernasconi                                                           |
| 4  | Les Jeux de Lorgash                               | Kabur no 4            | 1976 | Claude J. Legrand et Luciano Bernasconi                                                           |
| 5  | Moloch                                            | Kabur no 5            | 1976 | Claude J. Legrand et Luciano Bernasconi                                                           |
| 6  | Le Dieu-démon                                     | Spécial Zembla no 157 | 2000 | Claude J. Legrand et Luciano Bernasconi                                                           |
| 7  | Le Siège de Lorgash                               | Spécial Zembla no 158 | 2001 | Jean-Marc Lofficier, Terry Stillborn et Luciano Bernasconi                                        |
| 8  | Le Pouvoir des Fomores                            | Spécial Zembla no 159 | 2001 | Jean-Marc Lofficier, Terry Stillborn et Luciano Bernasconi                                        |
| 9  | Le Duel des dieux                                 | Spécial Zembla no 160 | 2001 | Jean-Marc Lofficier, Terry Stillborn et Luciano Bernasconi                                        |
| 10 | La Vengeance de Shivar                            | Spécial Zembla no 161 | 2001 | Jean-Marc Lofficier, Terry Stillborn et Luciano Bernasconi                                        |
| 11 | Le Faucheur                                       | Spécial Zembla no 162 | 2001 | Jean-Marc Lofficier, Terry Stillborn, Mike Ratera et Eduardo Alpuente (Philip Xavier pour Lagrid) |
| 12 | La Voix des Sortakhi                              | Spécial Zembla no 163 | 2001 | Jean-Marc Lofficier, Terry Stillborn, Mike Ratera et Eduardo Alpuente (Philip Xavier pour Lagrid) |
| 13 | La Chair du Temps                                 | Spécial Zembla no 164 | 2002 | Jean-Marc Lofficier, Terry Stillborn, Mike Ratera et Eduardo Alpuente (Philip Xavier pour Lagrid) |
|    | Lagrid, princesse de Mû                           | Spécial Zembla no 164 | 2002 | Jean-Marc Lofficier, Terry Stillborn, Mike Ratera et Eduardo Alpuente (Philip Xavier pour Lagrid) |
| 14 | Le Destin de Zembla                               | Spécial Zembla no 165 | 2002 | Jean-Marc Lofficier, Terry Stillborn, Mike Ratera et Eduardo Alpuente (Philip Xavier pour Lagrid) |
| 15 | Zothaqa                                           | Spécial Zembla no 166 | 2002 | Jean-Marc Lofficier, Terry Stillborn et Willy Huidic (Patrice Lesparre pour Kabur & Dharkold)     |
| 16 | Les Intrigues d’Ilshanyi                          | Spécial Zembla no 167 | 2002 | Jean-Marc Lofficier, Terry Stillborn et Willy Huidic (Patrice Lesparre pour Kabur & Dharkold)     |
| 17 | Nevlak et Sebho                                   | Spécial Zembla no 168 | 2002 | Jean-Marc Lofficier, Terry Stillborn et Willy Huidic (Patrice Lesparre pour Kabur & Dharkold)     |
|    | Kabur & Dharkold : Le Retour du combat des Titans | Spécial Zembla no 168 | 2002 | Jean-Marc Lofficier, Terry Stillborn et Willy Huidic (Patrice Lesparre pour Kabur & Dharkold)     |
| 18 | La Tour de Volodyane                              | Spécial Zembla no 169 | 2002 | Lofficier, J.-M. Lainé et Martin Manuel Peniche                                                   |
| 19 | La Colère de Kimera                               | Spécial Zembla no 170 | 2003 | Lofficier et Martin Manuel Peniche                                                                |
| 20 | Retour à Thulé                                    | Spécial Zembla no 171 | 2003 | Lofficier, Peniche et Juan Roncagliolo Berger                                                     |
| 21 | Les Démons d’Arkhanal                             | Spécial Zembla no 173 | 2003 | Lofficier et Juan Roncagliolo Berger                                                              |
| 22 | Je suis Arianrod                                  | Spécial Zembla no 174 | 2003 | Lofficier et Martin Manuel Peniche (Kabur), Marta Bonfill (Lagrid), David Lafuente (Young Kabur)  |
| 23 | Les Feux du Sessevar                              | Spécial Zembla no 175 | 2003 | Lofficier et Martin Manuel Peniche (Kabur), Marta Bonfill (Lagrid), David Lafuente (Young Kabur)  |
|    | Lagrid : Au fond de la Mer Glauque                | Spécial Zembla no 175 | 2003 | Lofficier et Martin Manuel Peniche (Kabur), Marta Bonfill (Lagrid), David Lafuente (Young Kabur)  |
|    | Young Kabur : La Chasse au Gromieux               | Spécial Zembla no 175 | 2003 | Lofficier et Martin Manuel Peniche (Kabur), Marta Bonfill (Lagrid), David Lafuente (Young Kabur)  |

### Albums
- King Kabur t. 1 : Les Seigneurs blêmes, Semic, 2003[1].
- La Saga de Kabur, Hexagon Comics :

1. La Saga de Kabur - L’Exil (2009)
2. La Cité des araignées - Les Jeux de Lorgash (2009)
3. Moloch - Le Dieu-démon (2009)
4. Le Siège de Lorgash - Le Pouvoir des Fomores (2009)
5. Le Duel des dieux - La Vengeance de Shivar (2009)
6. Le Faucheur - La Voix des Sortakhi (à paraître)
7. La Chair du temps - Le Destin de Zembla (à paraître)
8. Lagrid, princesse de Mû - Zothaqa - Au fond de la mer glauque (à paraître)
9. Les Intrigues d’Ilshanyi - Nevlak et Sebho - La Fontaine (à paraître)
10. La Tour de Volodyane - La Colère de Kimera (à paraître)
11. Retour a Thulé - Les Démons d’Arkhanal - La Jeunesse de Kabur (à paraître)
12. Je suis Arianrod - Les Feux du Sessevar - La Jeunesse de Kabur 2 (à paraître)